# Partit dels Joves d'Eslovènia
El Partit dels Joves d'Eslovènia (Stranka mladih Slovenije) és un partit polític d'Eslovènia. El seu cap és Darko Krajnc.
A les últimes eleccions legislatives de 3 d'octubre de 2004, el partit va obtenir el 2,1% dels vots i cap escó. A les eleccions del 2000, va obtenir 4,34% dels vots i 4 escons. A les eleccions legislatives eslovenes de 2008 va obtenir 5 escons en coalició amb el Partit Popular Eslovè.
Fou fundat el 4 de juliol del 2000, per joves descontents amb la situació política del moment, oi pretenia regenerar la política interna del país. Tradicionalment, els joves eslovens s'han inhibit de les responsabilitats polítiques i el partit pretenia encoratjar al jvoent a implicar-se per tal de renovar l'esperit polític eslovè.

## Resultats electorals

### Assemblea Nacional
| Any  | Vots                                                  | %                                                     | Escons                                                | +/-                                                   | Govern            |
| ---- | ----------------------------------------------------- | ----------------------------------------------------- | ----------------------------------------------------- | ----------------------------------------------------- | ----------------- |
| 2000 | 46,674                                                | 4.34                                                  | 4 / 90                                                | Nou                                                   | Coalició          |
| 2004 | 20,174                                                | 2.08                                                  | 0 / 90                                                | 4                                                     | Extraparlamentari |
| 2008 | Coalició amb el SLS                                   | Coalició amb el SLS                                   | 5 / 90                                                | 5                                                     | Oposició          |
| 2011 | 9,532                                                 | 0.86                                                  | 0 / 90                                                | 5                                                     | Extraparlamentari |
| 2014 | No van participar                                     | No van participar                                     | No van participar                                     | No van participar                                     | Extraparlamentari |
| 2018 | No van participar, donen suport al Partit Pirata.     | No van participar, donen suport al Partit Pirata.     | No van participar, donen suport al Partit Pirata.     | No van participar, donen suport al Partit Pirata.     | Extraparlamentari |
| 2022 | No van participar, donen suport als Socialdemòcrates. | No van participar, donen suport als Socialdemòcrates. | No van participar, donen suport als Socialdemòcrates. | No van participar, donen suport als Socialdemòcrates. | Extraparlamentari |

### Parlament Europeu
| Any  | Vots                   | %                      | Escons | +/- |
| ---- | ---------------------- | ---------------------- | ------ | --- |
| 2004 | Coalició amb els Verds | Coalició amb els Verds | 0 / 7  | Nou |
| 2009 | 9,093                  | 1.96                   | 0 / 7  | =   |